# Pino carrasco del Real Jardín Botánico
El pino carrasco del Jardín Botánico es un ejemplar de Pinus halepensis que se ubica en el Real Jardín Botánico de Madrid, España. Está incluido en el catálogo de Árboles singulares de la Comunidad de Madrid y forma parte del Paisaje de la Luz, un paisaje cultural que fue declarado Patrimonio de la Humanidad el 25 de julio de 2021.

## Descripción
El pino carrasco (Pinus halepensis) es un árbol de hoja perenne y de crecimiento rápido, y las piñas que se mantienen en el árbol durante muchos años. Este ejemplar mide 34 metros de altura, una altura poco habitual en su especie, tiene 80 centímetros de diámetro y se le calcula una edad de entre 180 y 200 años. Florece en primavera y madura las piñas al final del verano del segundo año. Es una especie autóctona, su cultivo es tradicional en el Real Jardín Botánico.
La madera del pino carrasco no es muy apreciada en carpintería, debido a su abundante resina y su porte pequeño y tortuoso. Si se emplea para calefacción, elaboración de embalajes o traviesas de ferrocarril, obtener carbón, resina y pez; en el caso de corteza, se emplea para curtir pieles. Es la especie de pinar que más se resina en épocas de gran demanda después del Pinus pinaster, el pino resinero por excelencia.
Se trata del pino más xerófilo, el que mejor aguanta las sequías. De hecho, puede sobrevivir con solo 250 mm de precipitación al año. También es el más termófilo, ya que es muy sensible al frío, factor climático que limita su distribución.

## Acerca del nombre
Pinus era nombre latino de los pinos, que se asignaba principalmente al piñonero y a su madera; halepensis alude a la ciudad siria de Alepo, donde es abundante.
Son muchos los nombres comunes del Pinus halepensis en castellano: blanquillo, carrasco, pin carrasco, pinacho, pincarrasco, pino, pino aldepensis, pino blanco, pino blanquillo, pino carrasco, pino carrasqueño, pino de Alepo, pino de Aleppo, pino de Córcega, pino de Génova, pino de Jerusalén, pino de cuello rojo, pino halepo, pino negro, piña, piñeiro de Alepo, piñón, tea.